# Harper (Oregón)
Harper es un lugar designado por el censo ubicado en el condado de Malheur en el estado estadounidense de Oregón. En el año 2010 tenía una población de 109 habitantes.

## Geografía
Harper se encuentra ubicado en las coordenadas 43°51′43.74″N 117°37′18.47″O / 43.8621500, -117.6217972.